# Aristides Pedro da Silva (V8)
Aristides Pedro da Silva (Campinas, 23 de outubro de 1921 - 31 de julho de 2012), mais conhecido como V8 ou V-8, foi um fotógrafo e colecionador, que registrou fatos históricos municipais, como as demolições do Teatro Municipal e da Igreja do Rosário. Seu grande interesse em colecionar fotos antigas de Campinas fez com que, ao longo de sua vida, reunisse 4.500 imagens suas e de outros fotógrafos, em uma época em que muitos dos negativos eram de vidro.

## Vida pregressa

Capelinha do Hotel Fonte Sônia

Aristides Pedro da Silva era o oitavo filho de Presciliana Silveira e de Benedicto Pedro da Silva, tendo nascido na Fazenda Atibaia, administrada por seu pai, na área rual do município de Campinas-SP. Quando ele tinha sete anos de idade, a família foi convidada a mudar-se para Valinhos por Orosimbo Maia, então prefeito da cidade e morador da Fazenda Cachoeira.
Foi ali, no Hotel Fonte Sônia, que Aristides descobriu a arte, quando ainda era criança, ao contemplar os campos das fazendas de café e os solares das fazendas, enquanto carregava o material de pintura de turistas franceses que se hospedavam no hotel. Muitas das crianças ajudavam os turistas em troca de algum dinheiro, alguns inclusive eram adotados por eles. Aristides quase foi uma dessas crianças a ir definitivamente para a Europa: inicialmente, aceitou a adoção, mas preferiu ficar com sua família.
Em 1937, seus pais foram despedidos e a família retornou para Campinas e sua mãe montou uma banca no Mercado Municipal. Seu pai faleceu pouco tempo depois, quando Aristides tinha 16 anos.
Ele foi o único dos filhos de Presciliana e Benedicto que estudou apenas as primeiras letras. Em 1938, estudou pintura na Escola Pedro Alexandrino, mas não prosseguiu na área.

## Fotografia

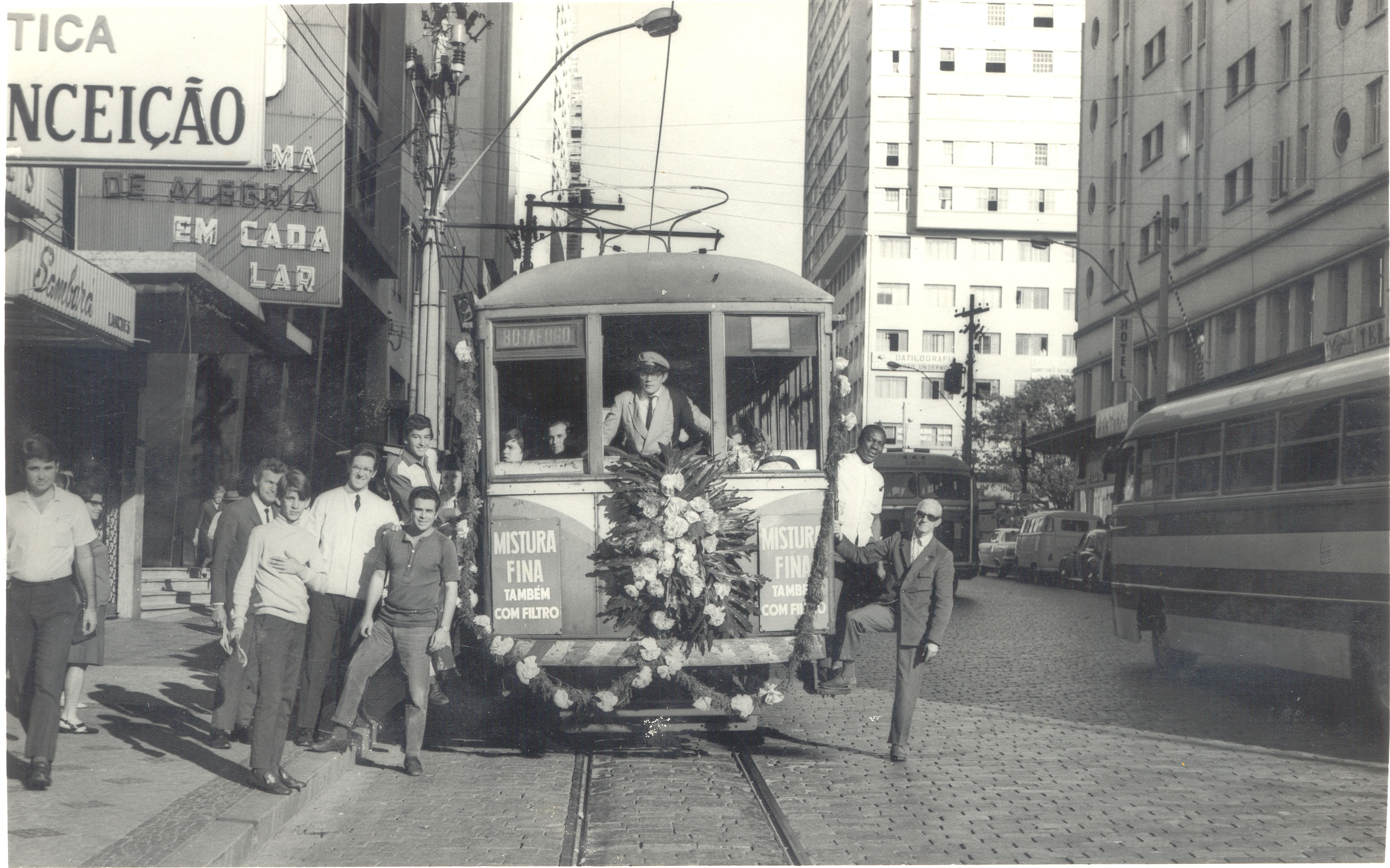
Despedida dos bondes de Campinas (outubro de 1968)

Mário de Oliveira, um amigo fotógrafo, foi quem orientou Aristides no início das atividades fotográficas. Aristides comprou a primeira máquina fotográfica em 1947 para registrar jogos de futebol.
“Comprei uma máquina pequena, uma Agfa ‘caixão’, aquela 6 por 9. Comecei a fotografar nos campos, comecei devagar. Não sabia pôr um filme, que era chapa de vidro. Foi indo, me aperfeiçoei.”
Entre 1950 e 1960, foi técnico do juvenil do Guarani Futebol Clube. Trabalhou na Leiteria Santana, na Fundição Gerin Neto, abriu a Lavanderia V-8 e, no mesmo local, em 1952, Aristides abriu seu estúdio, que nomeou "Foto V-8". Ao longo dos anos, documentou inúmeros fatos da histórica campineira.
“O apelido V-8 era de meu irmão, que foi pra Santos. Me chamavam: ‘é irmão do V-8, irmão do V-8!’. Quando a gente não gosta é que o apelido pega.”
Inicialmente, o estúdio trabalhava apenas com fotos 3x4. Aos poucos, se especializou em retratos de casamento, que à época eram duas ou três poses: a noiva, o casal e, às vezes, o casal com os padrinhos. Ainda não eram feitas imagens fora do estúdio, o que se chamava "reportagem" e incluía registros na igreja e na recepção (o que só se tornou prática na década de 1960).

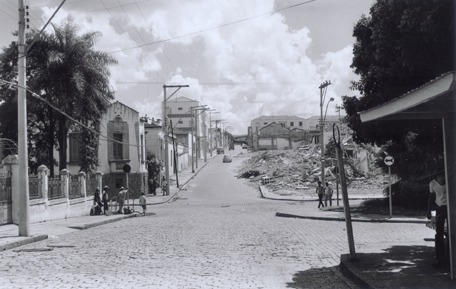
Início - demolição Avenida Aquidabã (1975)

Nas décadas de 1950 e 1970, além da atuação comercial, V8 documentou as principais transformações urbanas de Campinas, que aconteceram por conta Plano de Melhoramentos Urbanos, instituído por Prestes Maia, em 1932, em prol da modernidade: demolição de edificações para abrir avenidas e vias expressas voltadas à circulação de carros ou para o nascimento dos primeiros edifícios da cidade. Denre os conjuntos de fotos mais icônicos estão a demolição do Teatro Municipal de Campinas (1964) e a despedida dos bondes em Campinas (1968). Uma das últimas séries fotográficas desse período, em 1975, é nomeada por ele como "demolição da Aquidabã" e mostra a destruição do casario antigo para o alargamento da Rua Aquidabã, que se transformou em avenida e via expressa com saída para a capital.
Aristides também gostava de fotografar a paisagem rural, mas essas fotos não estão em sua coleção, porque ele as comercializava como quadros.

## Colecionador

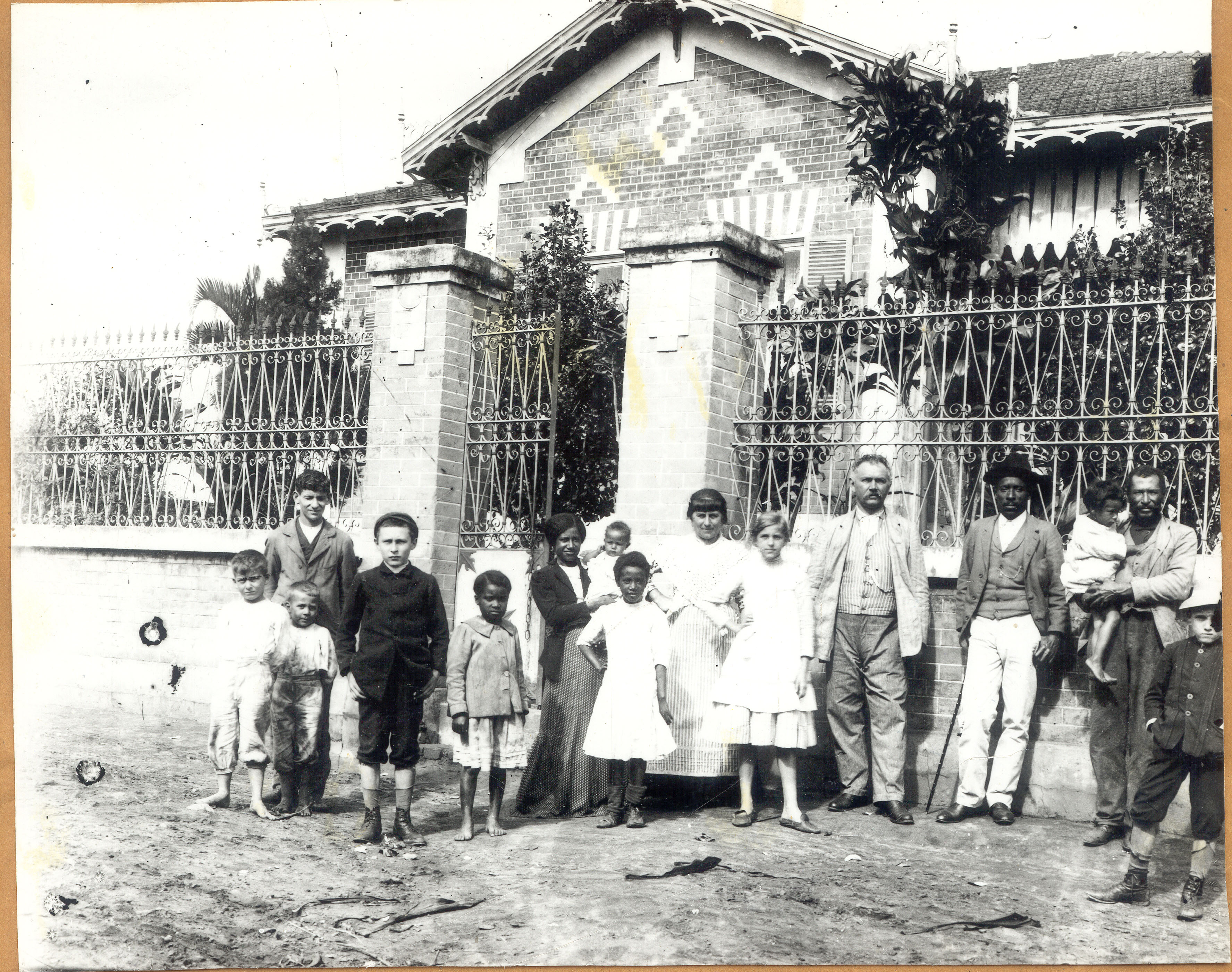
Casa de Hilário Magro, item da coleção doada por Ciro Pereira Magro

Aristides adorava colecionar fotos antigas, o que se iniciara com sua mãe, que guardava os postais que recebera quando trabalhou na Fonte Sônia. V8 salvou muitos negativos (que à época eram de vidro) do lixo. Segundo ele, em uma única residência, recolheu mais de 1.800 negativos, dos tempos de Francisco Glicério (final dos anos 1800 / início dos 1900).

Em 1954, Aristides ganhou duas antigas de Campinas, do início da década de 1930: os primeiros fordecos da cidade e a Rua Barão de Jaguara, que concentrava o comércio da cidade. Gostou tanto que expôs na vitrine de seu estúdio. Assim, a população acabou por perceber seu interesse por fotografias antigas e passou a fazer doações. Tornou-se então guardião de coleções familiares e da memória iconográfica local. O que incluiu a coleção da família Magro, doada por Ciro Pereira Magro.
"Eu peguei muitas coisas, vinha guardando. Então, todo mundo dizia: ‘Leva lá que o V-8 que é lixeiro, tá colecionando’.”

## Vida pessoal
Aristides não casou e não teve filhos. Ele e a mãe moraram na mesma casa própria à Rua Júlio Frank, nº 18, até o falecimento dela. Tinha amigos e era conhecido na cidade, mas vivia sozinho. Às vezes, sua irmã mais velha, Beatriz, vinha de São Paulo para visitá-lo.
Faleceu em 31 de julho de 2012, aos 91 anos de idade.

## Legado

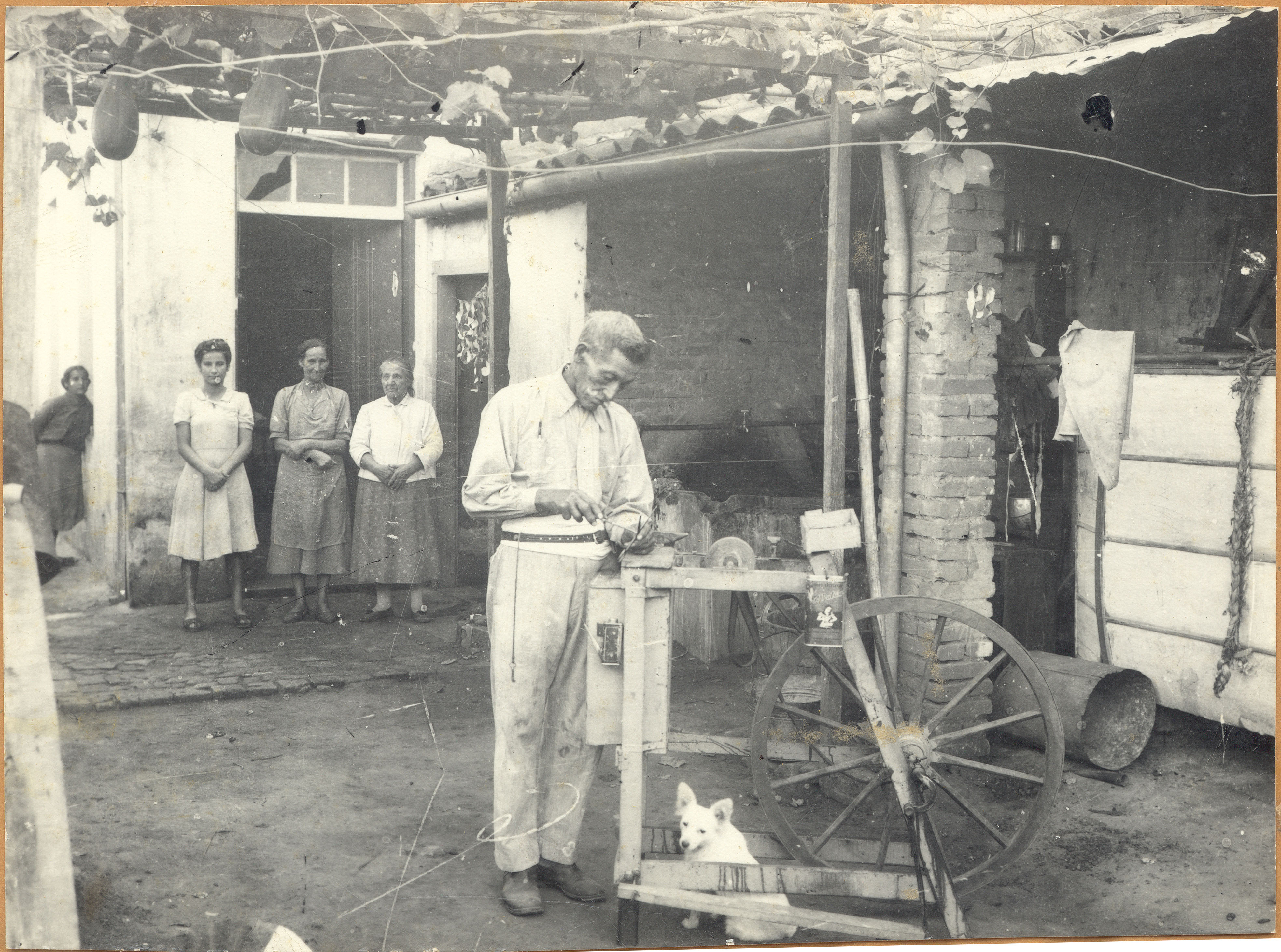
Amolador Ambulante (década de 1940)

Deixou um acervo de mais de 4.500 negativos e ampliações com imagens históricas da cidade de Campinas, no interior de São Paulo, datadas entre 1880 a 1970. O conjunto de imagens retrata a cidade, personagens, famílias e instituições campineiras entre o final do século XIX e quase toda a metade do século XX. A coleção com fotos doadas é composta majoritariamente por:
- coleção de Maria Luíza Pinto de Moura, com fotografias de seu pai e de José de Castro Mendes,
- coleção de Ciro Exel Magro,
- coleção de Heitor Paulino, proprietário de uma tipografia que comercializava fotos, a Casa Paulino, e
- doações de fotografias esparsas.

Por se tratar de "um conjunto único e extremamente importante para o estudo da história de Campinas", por muitos anos o Centro de Memória da Unicamp negociou a aquisição da coleção.

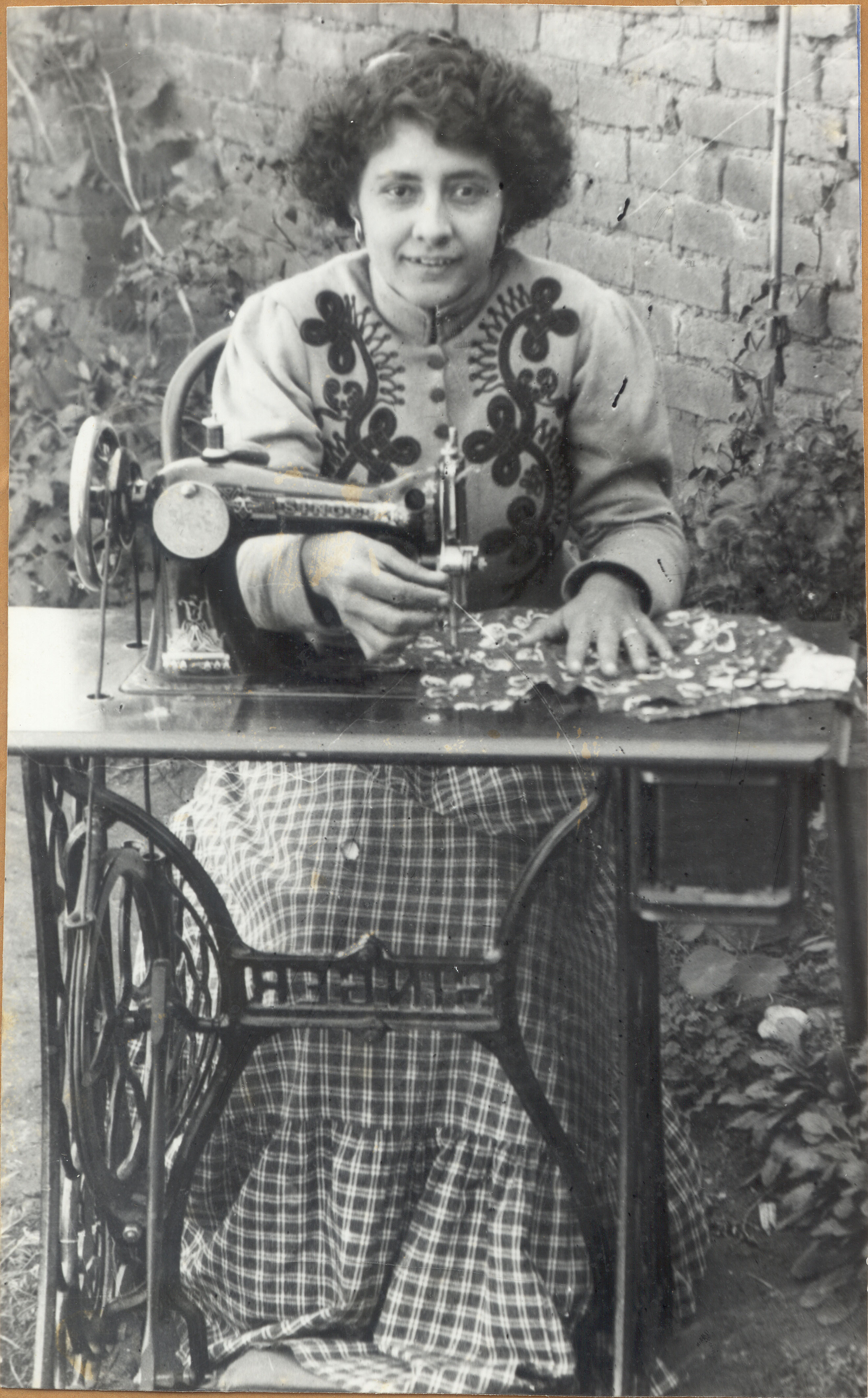
As primeiras máquinas Singer (década de 1900)

Em 2001, a pedido do então prefeito Antonio da Costa Santos, V8 havia autorizado a transferência de seu acervo particular para o Museu da Imagem e do Som de Campinas (MIS). Em dezembro de 2001, o reitor da Unicamp Hermano Tavares liberou R$ 42,2 mil para a compra da coleção e ela passou a estar sob a guarda do CMU, a fim de ser diagnosticada, restaurada e organizada.Além disso, estando na universidade, a coleção é fonte de pesquisas sobre a história local e regional.

## Reconhecimento
- Foi patrono da cadeira 23 do Instituto Histórico, Geográfico e Genealógico de Campinas.[8]
- Dá nome a uma rua de Campinas, no bairro Jardim Ibirapuera: "Rua Aristides Pedro da Silva (V-8)".[16]

## Exposições
- 2021 - "Mostra V8", no saguão do Paço Municipal de Campinas[17]
- 2012 - “V8-O Colecionador de Imagens”, no Museu de Arte Contemporânea de Campinas (MACC), parte do Festival Hercule Florence[3][13]
- 1974 - "Campinas antiga", festividades oficiais do bicentenário da cidade[6]

Além das exposições, ele produzia os chamados "álbuns do V8", que constituíam fotolivros com imagens de sua autoria organizadas em um livro com fins contemplativos e históricos.